# Chiesa di Santa Maria del Carmine (Alessandria)
La chiesa di Santa Maria del Carmine è un luogo di culto cattolico, tra i più antichi della città di Alessandria, fondato dall'Ordine della Beata Vergine del Monte Carmelo.

## Storia

### Contesto

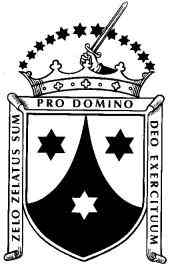
Stemma dell'Ordine della Beata Vergine del Monte Carmelo.

Durante il XIII secolo, circa un secolo dopo la fondazione della città di Alessandria, il tessuto urbano intra mœnia subisce sensibili mutamenti: la cattedrale di San Pietro, edificata contestualmente alla nascita di Alessandria e demolita per decreto napoleonico nel 1803, ha trasferito l'asse centrale della città che prima ruotava attorno alla chiesa di Santa Maria di Rovereto, nuove chiese e nuovi edifici vedono la luce.
È del 27 settembre 1290 un breve di indulgenza concessa da papa Niccolò IV alla «Ecclesia Sancti Nicolai de Alexandria, ordinis Beatæ Virginis Mariæ de Monte Carmelo». Questa è la prima testimonianza scritta relativa alla presenza dei carmelitani in Alessandria. Nella "Rellatione del stato del Conuento de RR. Padri del Carmine della Città d'allessandria in conformita della Constitutione della Santità di N. S. Innocenzo X.", viene specificato che « Il Monastero dell'Ordine del Carmine situato nella Città di Allessandria, fu fondato et eretto l'anno 1290 con il consenso delle Case Pozza (Dal Pozzo, ndr.), e Ghigliina (Ghilini, ndr.), ha la Chiesa sotto il titolo et inuocatione di S. Nicolao e S. Andrea [...] ». Gli Statuti di Alessandria, invece, vengono in soccorso per identificare una chiesa di San Nicolò, situata extra mœnia: «in contrata, quæ consueverat esse retro sanctum Nicolaum». La chiesa si trovava nella zona di pertinenza del quartiere di Marengo, fuori dalla omonima porta, in un luogo infelice a causa del terreno melmoso e acquitrinoso. Era inoltre scomodo e soggetto al pericolo delle incursioni nemiche. Per quanto scritto, e per il contesto di forti cambiamenti in atto in città, i responsabili del convento chiesero il permesso di trasferirsi infra eamdem villam.
La presenza dei frati del Carmelo ad Alessandria sembra coincidere con la fine dell'esperienza comunale e l'ingresso nella dominazione dei Visconti, prima, e degli Sforza poi. Gli atti del Capitolo Provinciale di Lombardia, scoperti dal sacerdote e storico Francesco Gasparolo, offrono indizi su questa delicata e oscura fase di transizione. I verbali, che coprono il periodo dal 1328 al 1397, rappresentano una fonte di grande importanza per comprendere l'organizzazione dell'ordine. La Provincia di Lombardia, come emerge dagli atti del Capitolo di Venezia del 1329, includeva diciassette conventi, tra cui quello di Alessandria. Gli sforzi dell'Ordine si concentravano principalmente nello studio e nella predicazione, anche in importanti sedi universitarie come quella di Parigi. Si afferma che in tutti i conventi carmelitani vi fossero scuole, e ad Alessandria il convento fiorì grazie a frater Jacobus de Alexandria, un eminente membro della provincia lombarda che ricoprì la carica di Provinciale per diversi anni.

### XIV secolo

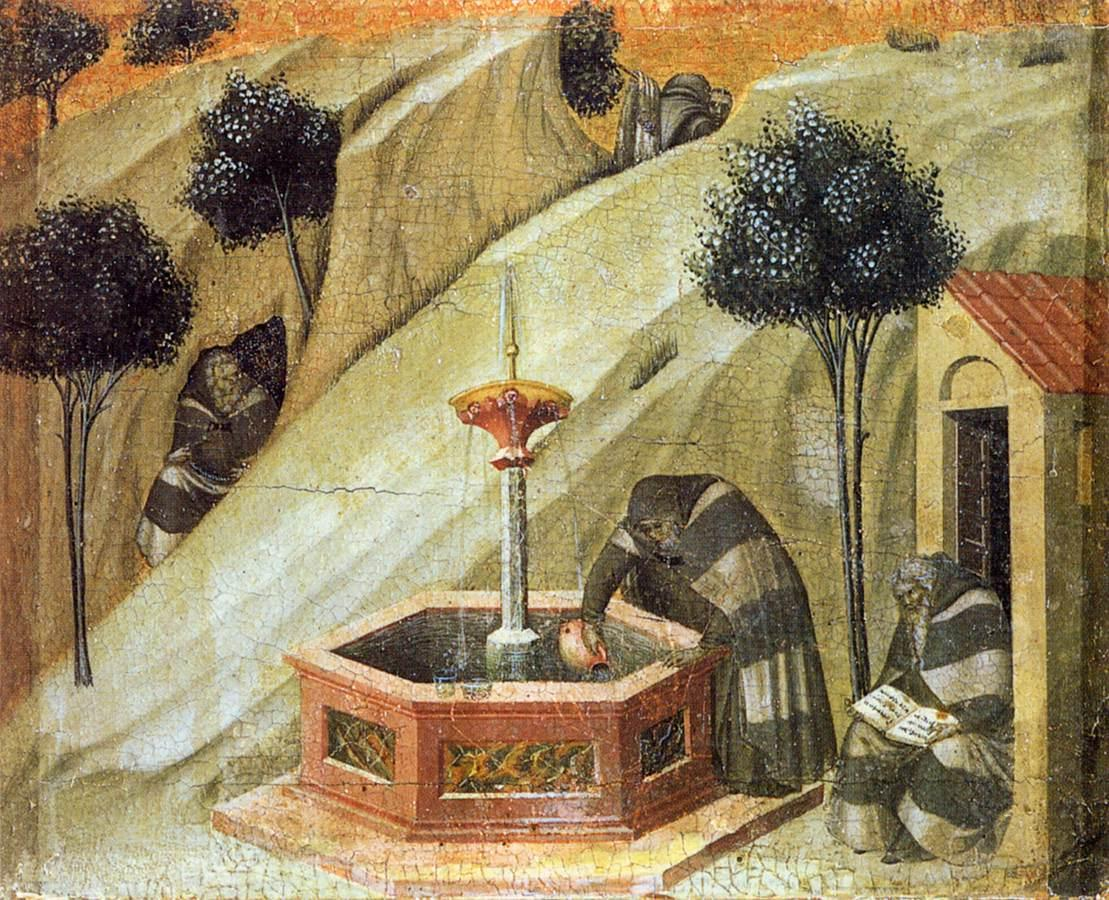
Pietro Lorenzetti, Pala del Carmine (predella, II pannello), Fonte di Elia, tempera e oro su tavola, 1327-1329, Pinacoteca nazionale, Siena.

Durante il Capitolo Provinciale di Lombardia, tenutosi a Ferrara nel 1331, fu ordinato al priore del convento di Alessandria di non costruire "in loco Sancti Nicolai", ma di conservare "pro mutatione dicti loci" tutto il denaro eventualmente raccolto per uno scambio di terreni. La permuta fu concessa tramite un breve papale di Clemente VI datato 7 agosto 1346, permettendo così il trasferimento dell'antico convento dei Carmelitani in una posizione più adatta. Il trasloco fu probabilmente lento a causa della mancanza di un luogo adatto e si concluse verso la fine del Trecento o l'inizio del Quattrocento. Il nuovo convento e la chiesa furono chiamati per diversi anni con il nome dell'antica chiesa di San Nicolao fuori porta Marengo, nonché con il nome generico di chiesa dei Carmelitani, ossia Santa Maria del Carmine. La presenza dei frati in città non era solo funzionale, ma era influenzata anche dalle dinamiche sociali ed economiche della società alessandrina dell'epoca, nonché dall'intersezione tra le strategie di insediamento degli ordini mendicanti e gli interessi dei ceti mercantili e neo-feudali locali.
Tra il XIV e il XV secolo i Carmelitani seguirono le vicende degli altri ordini mendicanti. Si riscontrò un aumento degli studi, ma anche un affievolimento dello spirito religioso a causa anche della peste nera e dello Scisma d'Occidente.

### XV secolo

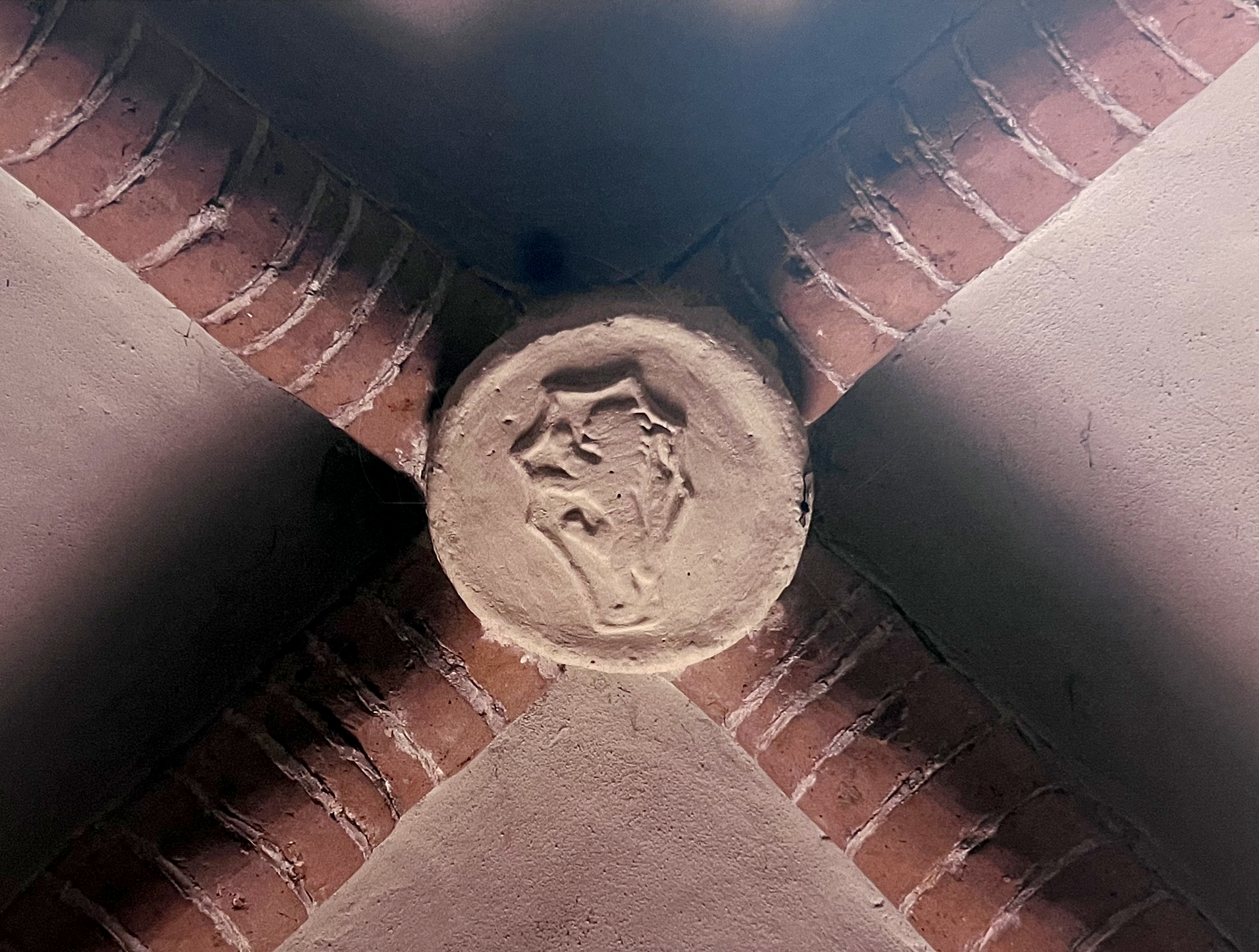
Chiave della volta a crociera costolonata della prima campata della navata centrale, con lo stemma della famiglia Ghilini. La famiglia Ghilini ha finanziato con ingenti legati il cantiere della chiesa.

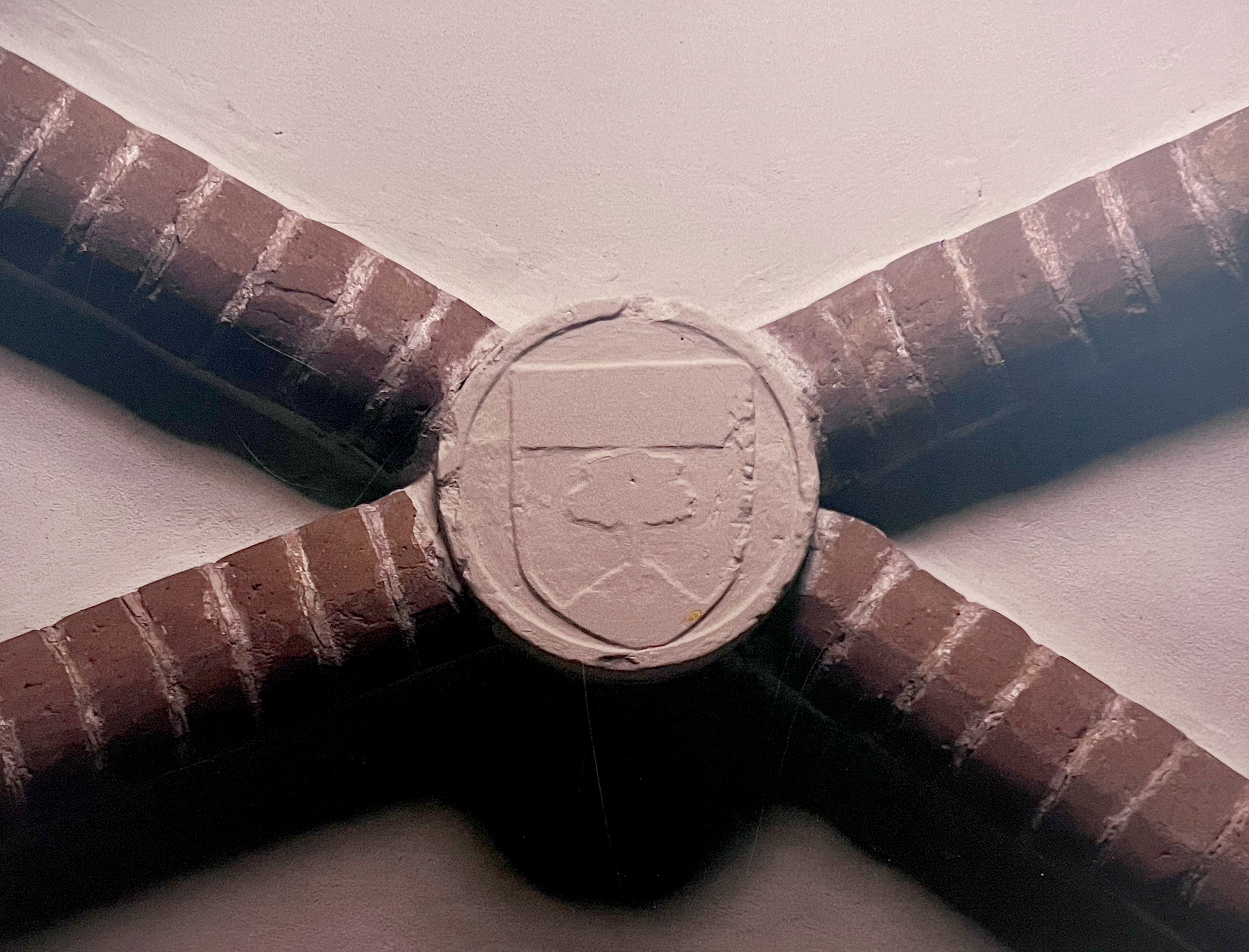
Chiave della volta a crociera costolonata della seconda campata della navata di destra, con lo stemma della famiglia Robutti. L'arma testimonia il contributo della famiglia Robutti all'avanzamento del cantiere.

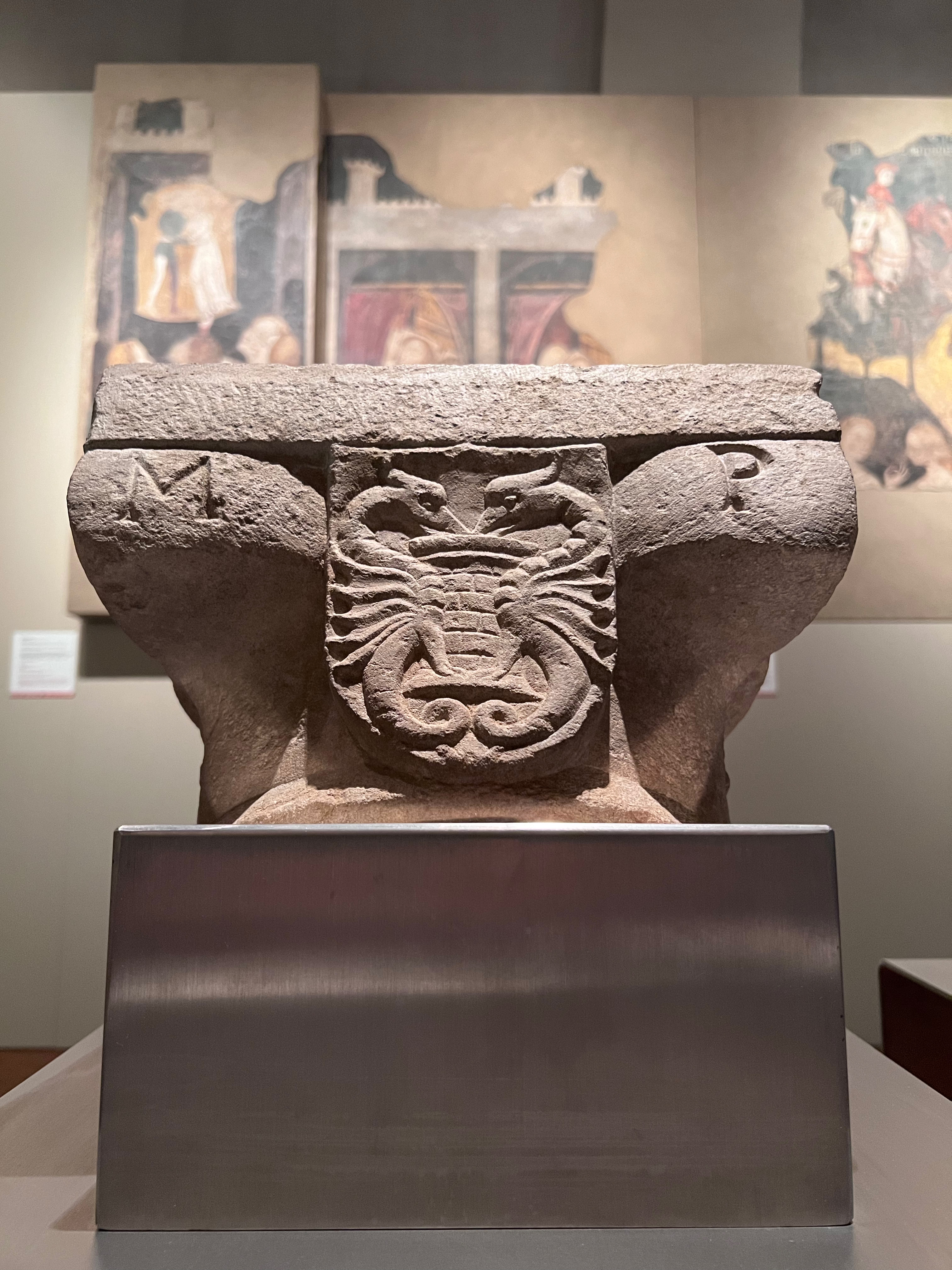
Capitello con stemma della familia Dal Pozzo, ultimo terzo del XV secolo. Uno dei capitelli provenienti dal chiostro distrutto. Di forma schematica con le abituali foglie angolari poco riconoscibili, oltre a presentare nella parte frontale lo stemma Dal Pozzo, si posso notare sotto l'abaco le iniziali "M" e "P", riferibili a Matteo Dal Pozzo, fratello del Giovanni patrocinatore dell'ampliamento dell'area conventuale.

All'alba del XV secolo si registrano gli sforzi di ripresa attraverso i movimenti di riforma chiamati "di osservanza". Questi movimenti iniziarono nel 1411, con un Capitolo generale per la ricostruzione dell'Ordine dopo lo scisma. È possibile che la fase dei Carmelitani di Alessandria sia collegata a queste istanze di riforma, in particolare al movimento di osservanza che diede vita alla "Congregazione Mantovana" nel 1442. Il movimento cercava di ripristinare il fervore della vita comune e il rigore della vita di clausura e di povertà, come espresso dalle teorie del beato Battista Spagnoli e di Nicolò Calciuri nei suoi "Fioretti del Monte Carmelo".
Le serie dei Capitoli provinciali dei Carmelitani si interrompono nel tardo Trecento e riprendono solo agli inizi del Seicento, quindi non sono di grande aiuto per questa fase storica. L'informazione sulla nuova chiesa dei Carmelitani ad Alessandria si basa principalmente sulla testimonianza degli storici locali, in particolare di Girolamo Ghilini. L'anno chiave per la storia che si sta ricostruendo è il 1466. Secondo il Ghilini la fondazione di santa Maria del Carmine in quel periodo, è strettamente legata proprio alla sua famiglia di appartenenza: i Ghilini. Si racconta che alla morte di Francesco Sforza il patrizio alessandrino Nicolò Ghilini tornò dalla Francia con il duca Galeazzo Maria Sforza, con cui aveva combattuto in aiuto di Luigi XI di Francia, « unitamente con suo fratello Tomaso, e Manfredo suo cugino [...] introdusse in Alessandria i Frati Carmelitani, a quali donarono tutto il sito, dove hora vedesi fabricato il Convento insieme con la Chiesa loro; ed anche alcune possessioni, e rendite del patrimonio loro ».
Questa narrazione viene confermata dal testamento di un membro della famiglia Ghilini, Rolando, rogato il 14 maggio 1463 da Luca Ferrario, notaio di Alessandria. Nel testamento vengono stabiliti tre importanti legati a favore di alcune chiese di Alessandria: 5 fiorini imperiali per la chiesa di santa Maria di Castello, 25 per « Sancte Marie de Montecarmello pro laborerio et fabrica dicte ecclexie » e 15 per la chiesa di San Bernardino dei Minori Osservanti. Eredi universali sono nominati i due nipoti, Giovanni Nicolò e Giovanni Tommaso, ricordati in seguito dall'annalista Ghilini come "fondatori" della chiesa. Nel testamento viene anche specificato che, in caso di turbative recate alla moglie Dorotea nel possesso del proprio legato, l'ingente somma a lei destinata venga trasferita alla chiesa del Carmine, individuata come erede universale in secondo grado, e utilizzata « in fabrica et reparatione dicte ecclexie et edificiorum dicti conventus ». Come già scritto, il testamento di Rolando Ghilini conferma il racconto dell'annalista e fornisce un importante contesto per ipotizzare che i tre nipoti Ghilini abbiano effettivamente utilizzato le risorse ereditate per la donazione ai Carmelitani nel 1466. È evidente che la chiesa dei Carmelitani ad Alessandria fosse in costruzione o necessitasse di importanti lavori di riparazione già negli anni precedenti al 1466.
La donazione è collegata al tema medievale della vita cristiana come preparazione alla morte e può essere interpretata come un modo per la famiglia Ghilini di esercitare un dominio sulla chiesa stessa. Questa forma di generosità serviva a soddisfare una serie di scopi significativi nella società medievale e ancora presenti nell'Italia del XV secolo. Consentiva al ceto aristocratico di conciliare esigenze spirituali - una donazione di beni terreni per ottenere la salvezza dell'anima - con obiettivi temporali. Vi era anche una forte funzione simbolica, coronando l'ascesa familiare, e svolgeva una funzione economica-sociale per la coesione delle proprietà terriere. Infine non va dimenticato il ruolo politico e signorile come elemento di aggregazione familiare. Oltre tutto quanto appena trattato, è importante considerare anche il contesto religioso della città durante quel periodo. Il vescovo di Alessandria Marco Cattaneo de' Capitaneis svolse un ruolo significativo in quegli anni, consolidando la mensa vescovile e divenendo consigliere di Galeazzo Maria Sforza.
La famiglia Ghilini era di radici guelfe e tradizionalmente legata ai Signori, prima, e ai duchi di Milano, poi. Membri della famiglia avevano svolto ruoli importanti come militari e uomini di governo. Questa generazione dei Ghilini, composta dai fratelli Giovanni Nicolò, Giovanni Tomaso e il cugino Manfredo, ebbero un coinvolgimento diretto nel passaggio di potere dalla famiglia Visconti a quella degli Sforza. Attraverso la figura controversa di Simonino Ghilini, segretario e procuratore del duca Filippo Maria Visconti, i Ghilini avevano partecipato attivamente a questo delicato cambiamento politico.
La relazione tra i Ghilini e la chiesa del Carmine non era, comunque, esclusiva. In famiglia esisteva un'attenzione particolare anche per la chiesa cattedrale, dove i Ghilini possedevano una cappella, e la chiesa di San Bernardino dei Minori Osservanti. È interessante notare che le chiese del Carmine e di San Bernardino, edificate o rifondate a sedici anni di distanza, si trovavano alle estremità opposte dell'isolato in cui si trovavano le case dei Ghilini, chiamato "rugata Lanzanorum".
A testimonianza del concorso di diverse famiglie aristocratiche alessandrine sulla chiesa del Carmine, l'annalista Ghilini ricorda che, nell'anno 1469, « il cavaglier Biaggio Gambarini alle opere di pietà e religione molto inclinato, donò alli frati Carmelitani di Alessandria alcune rendite ». Nel 1466, la famiglia Tortora finanziò la costruzione della cappella maggiore della chiesa, il coro e la cappella di San Nicolò, che successivamente fu dedicata a Santa Teresa. I capitelli delle colonne del coro furono decorati con lo stemma della famiglia Tortora, mentre dipinti raffiguranti lo stesso stemma furono realizzati sotto la volta del coro. Questa informazione è confermata dall'annalista Schiavina: « Hoc anno sacellum maius templi D. Mariæ Virginis Monachorum Carmelitani Ordinis impensis nobilis familiæ Turturæ, quæ per id tempus Alexandriæ florentissima, et frequentissima erat, licet modo penitus exstincta defecerit ». Nello stesso anno, nel 1469, un nuovo testamento di Antonio Boccadilatte destinò al Carmine 20 fiorini da utilizzare per la costruzione e la riparazione della chiesa, « ponendos in fabrica et reparacione dictæ ecclesiæ ». Tre anni dopo, nel 1472, nella terza versione dello stesso testamento, si specifica che il denaro dovrà essere utilizzato per lavori sia nella chiesa sia nelle residenze e nel monastero ad essa collegato, « pro laborerio ibidem fiendo, tam in dicta ecclesia quam in domibus ipsius et monasterio ».
Verso la fine del XV secolo, il Ghilini menziona due donazioni aggiuntive. La prima avvenne nel 1497 e fu effettuata da un frate carmelitano di nome Lorenzo Sacchi, che contribuì alla costruzione dei chiostri del convento. La seconda donazione, datata 1502, riguarda la cappella dell'Epifania - successivamente dedicata a Sant'Anna - e coinvolse un'altra famiglia di rilievo, i Panizzoni.
Alla fine del Quattrocento, per il Carmine si delineò, dunque, un'immagine architettonica dettagliata e quasi unica rispetto ad altre chiese ad Alessandria. L'edificio comprendeva una cappella maggiore con un coro, entrambi costruiti dai Tortora, e almeno altre tre cappelle. Le prime due si trovavano ai lati dell'altare maggiore, una dedicata a Sant'Alberto - il "padre fondatore" dei Carmelitani e costruita da Nicolò Ghilini - e l'altra dedicata a San Nicolò - il santo patrono della prima chiesa dei Carmelitani nella città, anch'essa costruita dai Tortora. Infine, c'era una terza cappella dedicata all'Epifania, costruita dai Panizzoni. È interessante notare che, ancora nel 1763, il Catasto sabaudo registrò l'area con la chiesa e il convento dei Carmelitani come "Sant'Alberto" e l'area di fronte come "San Nicolao". Sono ancora presenti gli stemmi sulle chiavi di volta della chiesa a conferma delle fasi costruttive riportate dal Ghilini.
Il convento era dotato di due chiostri con i relativi porticati, un refettorio e un altro edificio costruito da Giovanni Dal Pozzo, oltre ad alcune case erette dal frate Lorenzo Sacchi. Le consistenti somme di denaro donate in quegli anni dalle principali famiglie dei quartieri di Rovereto e Marengo testimoniano la prosperità economica della città in coincidenza con il dominio sforzesco e sottolineano i forti legami tra Milano e Alessandria.
Con la conclusione del XV secolo, le informazioni organiche sulla chiesa e sul convento diventano più scarse. Solo alcune donazioni testimoniano la continuazione dell'importanza che la chiesa ricopriva nel sentimento religioso degli alessandrini. Nel 1486 il testamento di Tristano Inviziati menziona la pratica di adorazione del Corpus Domini nella chiesa di Santa Maria del Carmine. Inviziati dispone che una delle otto torce utilizzate per il suo funerale, venga donata alla chiesa « pro illuminando corpus domini nostri yhesu christi [...] quando celebrantur missæ in ecclesia ».

### XVI secolo
Questa forma di culto è confermata anche da un documento del 1525, in cui Magister Rolandinus si impegna, davanti a Hieronimus Sachus, priore di S. Maria de Monte Carmello Alexandriæ, a donare ogni anno cento libbre di olio d'oliva al convento in occasione della festa di san Tommaso Apostolo « pro illuminando Corpus Domini Nostri Jesus Christi ».
Intorno al 1530, viene eretta un'epigrafe tombale per Girolamo Perboni e sua moglie Bianca. Nel 1531, con la morte di Giuliano II Ghilini, signore di Castelceriolo, inizia una serie di sepolture della famiglia nella chiesa del Carmine, che considera ancora l'edificio un luogo di grande importanza per la propria storia. Giuliano II viene sepolto nella cappella di Sant'Alberto. Successivamente, altri membri della famiglia vengono sepolti al Carmine, come Giovanni Alberto nel 1539 e Ottaviano nel 1548.
Nella seconda metà del Cinquecento, la presenza spagnola in Lombardia e l'influenza controriformista hanno un impatto anche sulla storia locale di Alessandria. Si introducono le visite pastorali, che forniscono dettagli sull'organizzazione ecclesiale e sul culto religioso. Ad esempio, durante la visita pastorale del 1565 presieduta da mons. Gerolamo Gallarati, abate di San Pietro in Bergoglio e vicario generale del vescovo di Alessandria Guarnero Trotti, viene menzionata la decisione presa durante il primo sinodo di Milano, tenutosi nello stesso anno, di seppellire i corpi nelle casse sospese, di rimuovere armi, insegne, bandiere, insieme ad altri trofei di guerra ottenuti, appesi in molte chiese soggette alla sua autorità spirituale.
Il culto mariano tra gli spagnoli era molto radicato e dunque trovavano una naturale dimora presso la chiesa del Carmine. Si può presumere, infatti, che molti dei fedeli della parrocchia fossero di origine spagnola, essendo ufficiali o militari che si erano stabiliti in città per periodi più o meno lunghi legati al loro servizio. Una fonte del tardo Seicento rivela che la chiesa del Carmine fosse particolarmente venerata dalla comunità spagnola ad Alessandria: « In ea ecclesia sepeliuntur sæpe duces ac milites Nostri Regis ». Numerose epigrafi erano presenti in chiesa, come conferma della loro presenza, a ricordo di donazioni e legati ad opera di spagnoli: prefetti di cavalleria, capitani, fino ad arrivare al governatore di Alessandria e della regione Transpadana Augustin de Medina. I testi di almeno sei di queste epigrafi, nonostante siano scomparse, sono state fortunatamente riprodotte nella Raccolta di Iscrizioni Alessandrine.
A partire dalla fine del Cinquecento, e fino al 1627, si susseguirono cinque visite pastorali. Come già scritto le visite restituiscono numerosi dettagli e importanti informazioni ad ampio spettro sulla vita della Chiesa. Nel corso della visita di mons. Confalonieri nel 1594, è emerso che un sacerdote fosse incaricato della cura d'anime, delegato dal Priore dei frati carmelitani e autorizzato dall'ordinario diocesano. Il parroco aveva il titolo di "curato". È stata rivelata anche l'esistenza di due compagnie laicali: la "Sodalitas Beatissimae Virginis", responsabile di mantenere una lampada accesa davanti al tabernacolo, e la compagnia "SS. Corporis Domini Nostri Jesu Christi", che si occupava di pie pratiche religiose.

### XVII secolo
Fino alla metà del XVII secolo si verificano importanti interventi sia nella chiesa che nel convento. Tra il 1620 e il 1651, viene realizzata un'espansione dell'edificio conventuale. Nel 1627 viene presentata una supplica al Comune per ottenere finanziamenti per il restauro del convento che versa in condizioni precarie: « Noi Priore e deputati al gouerno d'Alessandria facciamo ampla et indubitata fede a chionche leggerà la presente, come ad instanza del M. R. P. Priore, et RR. Padri del Carmine di questa Città, si siamo transferti a medere et uisitare il Conuento della Madona del Carmine oue habitano essi Padri, et habiamo trouato esso conuento molto mal in essere, et che minacia ruina in molte parti, essendoui molte aperture nelle muraglie, oltre l'essere il tetto del dormitorio tanto malfatto et piano, che l'acque et neui tutte regorgano et piouono in casa, et esserui solo stanze tredeci de' quali ue ne sono alcune inhabitabili, et pure ui stano sedeci religiosi attalche se con prestezza non li uien prouisto ua a pericolo di ruinarsi in modo che quello hora con honesta spesa si può reparare ruinandosi ui andarà una spesa intollerabile, et per esser tale la uerità habbiamo fatto far la presente sottoscritta dal nostro Cancelliero, et sigillata col sigillo nostro. In Alessandria li 18 Giugno 1627. ».
Sono rilevanti anche la già citata "Rellatione" del 7 aprile 1650, « [...] il detto Conuento è di largezza piedi ottanta cinque, di longezza piedi cento trenta tutto isolato trouandosi do dormitori un vechio doue ui sono dodici stanze, nell'altro Dormitorio simplice di fabrica nuoua con otto stanze quatro da perfetionarsi. Il numero prefisso de Religiosi da cent'anni indietro non si puol sapere, dall'istesso tempo in qua ui sono sempre stati da otto o dieci Religiosi, pero al presente i habitano di fameglia sacerdoti numero sei [...] »,  e lo "Stato della Provincia di Lombardia" del 1685, firmato da Giuseppe Maria Fornari, provinciale di Milano, nel quale il convento di Alessandria viene classificato come "seconda classe" rispetto ai cinque conventi di "prima classe" della Provincia (Genova, Milano, Pavia, Cremona e Piacenza). La chiesa « dicata est Beatissimæ Mariæ de Monte Carmelo et iam est absoluta, et completa, ampla sufficienter, constans altaribus duodecim ». Il convento « [...] est undequaque perfectus, et capax fratribus numero duodecim, constans cellis numero decem et octo. Unum habet claustrum apertum, imperfectum omnibus comune; et aliud medium claustrum cum horto fructibus; officinas et cellas babet ordinarias [...] ». Il convento, come si evince, era dunque in ottime condizioni verso la fine del XVII secolo: « undequaque perfectus ». Con i suoi due chiostri occupava approssimativamente l'area che attualmente, per la maggior parte, è di proprietà privata. Non si sa però con certezza dove si trovasse l'orto, dove fosse il chiostro imperfetto e aperto e dove si trovasse il vero chiostro chiuso descritti da Fornari. Da un'altra frase si capisce anche che la chiesa subì alcuni lavori che la portarono al suo definitivo completamento: « et iam est absoluta et completa ».

### XVIII secolo

Rilievo della chiesa del Carmine.

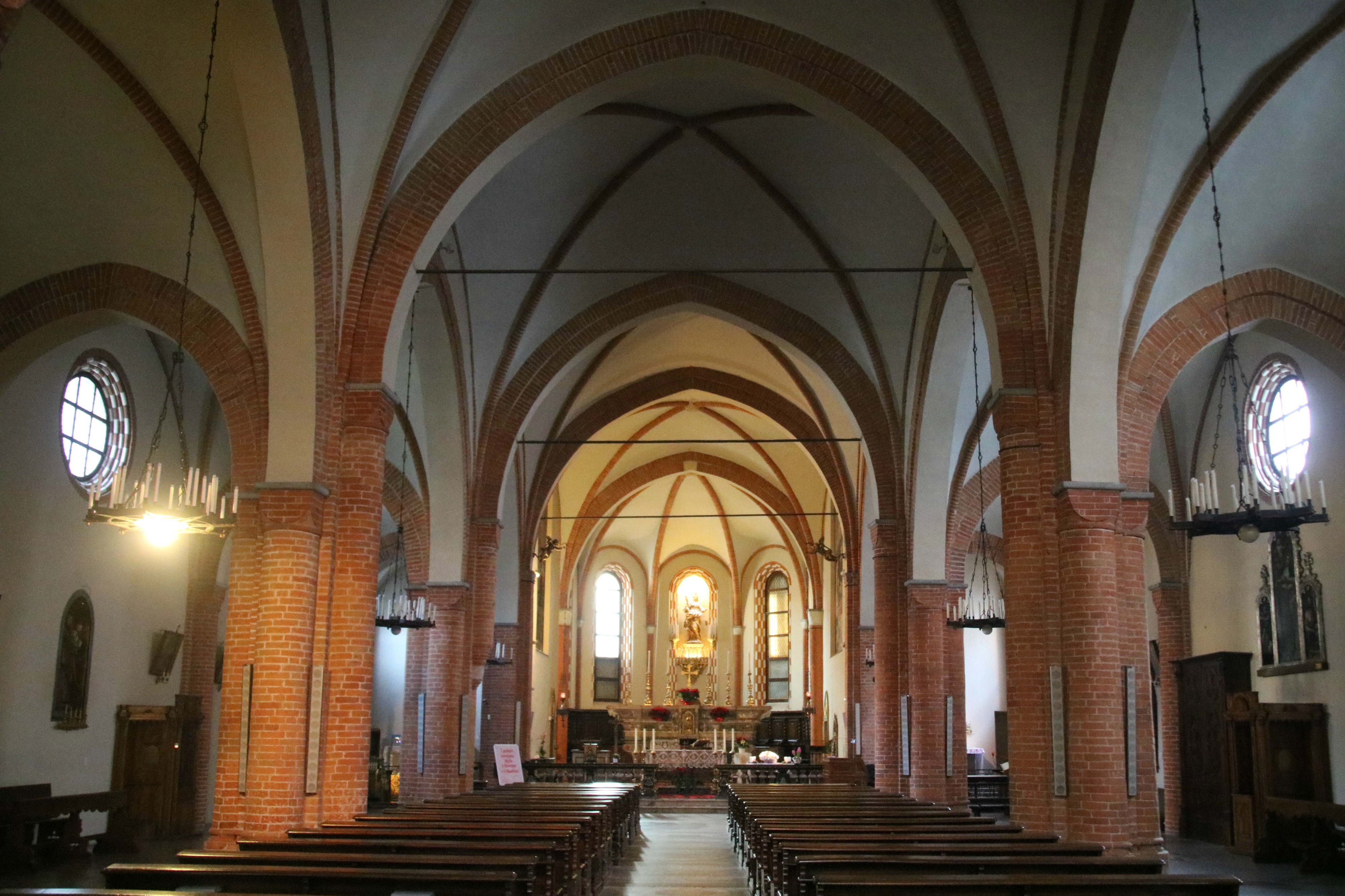
Interno della chiesa di santa Maria del Carmine, così come si presenta dopo i restauri del XX secolo.

Al termine della Guerra di successione spagnola con il Trattato di Utrecht del 1713, a Vittorio Amedeo II, Duca di Savoia, che rinunciò alle sue pretese su Milano, furono cedute le province di Alessandria e di Valenza e le terre tra il Po e il Tanaro, come ricompensa per essersi schierato al fianco dell'Impero asburgico. Già alcuni anni prima, e precisamente l'8 marzo 1707, Ercole Tomaso Roero, marchese di Cortanze, assunse già il controllo di Alessandria in nome di Vittorio Amedeo II. La città, dunque, entrò nell'orbita della corte di Torino, e solo la diocesi, che rimase parte della provincia religiosa di Milano, mantenne un'istanza formale del legame plurisecolare con la società e la cultura lombarda.
Francesco Gasparolo cita alcuni avvenimenti della prima metà del XVIII secolo che coinvolgono la chiesa del Carmine. Nel 1711 i frati carmelitani si rivolgono al Comune per chiedere aiuto per il restauro della facciata e della navata principale della chiesa, gravemente danneggiate dall'esplosione di un deposito di polvere da sparo: « rissentite e scosse dal scopio del Magazeno della polvere ».
Il 29 giugno 1711, durante una seduta del Consiglio Comunale, il consigliere Fabrizio Ghilini Pettenari (*1665 †1745), « della patrizia famiglia che fu sempre benefattrice del Carmine », propone l'assegnazione di un contributo finanziario approvato e quantificato in 100 lire di Milano. Dopo pochi mesi, a dicembre, i frati presentano una seconda supplica, sottolineando « moltiplicati alloggi ne Chiostri esteriori che più volte all'anno hanno sostenuto con gran loro deterioratione ». Nella seduta del consiglio del 28 dicembre, Fabrizio Ghilini Pettenari propose un nuovo sussidio di 50 lire che venne approvato.
Si susseguono, inoltre, le consuete visite pastorali. Si trova traccia di una di mons. Giovanni Mercurino Antonio Arborio di Gattinara, nel 1731; quella di mons. Giuseppe Tomaso de Rossi nel 1769, poi, conferma che le donazioni da parte dell'aristocrazia cittadina continuano. Il marchese Vittorio Amedeo Ghilini (*1714 †1766) dimostra particolare interesse perseguendo il solco dei suoi avi e, nel 1763, dispone il restauro del pavimento ricevendo, come riconoscimento, il patronato sulla cappella di santa Maria Maddalena de' Pazzi da parte dei frati. Una lapide tombale del 1777 rivela un lascito testamentario della famiglia Sappa de' Milanesi in occasione della morte del cavaliere Giuseppe.
Una notizia riportata dal Chenna richiama le trasformazioni in atto nell'Ordine Carmelitano: « Per bolla di Pio VI del 21 marzo 1783 anche questo convento, che era già dell'antica osservanza, e della provincia di Lombardia, fu unito agli altri della congregazione di Mantova a fare lo stesso corpo, e cogli altri dello stato formò una nuova provincia ad istanza del re Vittorio Amedeo III. ».
Nel Settecento iniziò per i carmelitani, come per le altre famiglie religiose, un periodo di persecuzioni: nel 1717 fu proibita l'erezione di nuovi conventi in Baviera; nel 1768 il governo veneziano ordinò la chiusura di una dozzina di case nel territorio della Repubblica; nel 1778 l'elettore di Magonza proibì al priore generale ogni atto di giurisdizione sui conventi nei suoi Stati, seguito dal principe-arcivescovo di Worms, da Giuseppe II in Austria, da Pietro Leopoldo in Toscana, da Ferdinando IV in Sicilia. Nel 1788 l'ordine contava, comunque, circa 780 conventi (organizzati in 42 province e 3 vicariati) e 15.000 religiosi.
Per comprendere questo tumultuoso periodo è rappresentativa una lettera del Provinciale di Lombardia, del 26 ottobre 1768, al Padre Giuseppe Ximenez in santa Maria in Transpontina a Roma: « In quei pochi conventi che ha questa provincia del Monferrato vi sono moltissimi, o banditi dalla Corte di Torino, o rimossi dai loro conventi per istanza dei Vescovi. Il solo padre Ferrari è stato levato dal mio antecessore da Alessandria, ad istanza di quel Vescovo. Io l'anno scorso dovetti rimuoverlo dal convento d'Incisa per istanza fattami dal Vescovo d'Acqui ed ora da Gavi per istanza del Vescovo di Genova, né so dove collocarlo ». Nel 1790, il Segretario degli Interni, Pietro Giuseppe Graneri, promosse un'indagine sui conventi e i monasteri degli "Stati di terraferma". L'inchiesta, voluta da Vittorio Amedeo III di Savoia, si rivelò estremamente preziosa per comprendere lo stato del Carmine prima degli sconvolgimenti della Rivoluzione francese.
Per capire gli eventi alessandrini è importante capire cosa accadde in Europa dopo lo scoppio della Rivoluzione francese. In Francia furono dissolte le 8 province carmelitane e i religiosi dispersi. Il convento carmelitano di Parigi (l'Hôtel des Carmes) fu teatro del massacro di decine di ecclesiastici, religiosi e laici nel settembre 1792. I conventi in Belgio furono soppressi nel 1796, nei Paesi Bassi nel 1812 e in Germania tra il 1801 e il 1803. In Italia un gran numero di conventi fu soppresso nel 1810 sotto Napoleone e, con l'estensione delle leggi eversive a tutto il territorio nazionale, si passò dai 124 conventi con circa 1.050 carmelitani del 1850 ai 32 conventi con 212 frati del 1908.
Tra la pressione fiscale sempre più pesante, a partire dal 1783,  e le operazioni di grande vendita del patrimonio ecclesiastico, dal 1797, quello che segnò il passo di una rottura netta con il passato fu, certamente, l'occupazione francese. Un esempio su tutti la comunicazione del Municipio di Alessandria al "cittadino Vescovo" dell'8 dicembre del 1798, che lo "invita" - unitamente a tutti i "corpi ecclesiastici", Priore e parroco del Carmine compresi - alla Messa cantata e al Te Deum in cattedrale, e alla «Festa Patriotica, che si celebrerà sulla Piazza del Duomo, al piè dell'Albero della Libertà, dove presterete opportuno Giuramento, secondo la qui unita formola.».

### XIX secolo
Il XIX secolo si apre con l'emanazione della legge di soprressione. Il 16 agosto 1802, 28 termidoro dell'anno X fu emesso un decreto che estendeva al Piemonte le disposizioni già adottate in Francia per la soppressione di tutte le comunità religiose, ordinando il sequestro dei monasteri e dei conventi e la compilazione di elenchi dei religiosi, dei registri degli edifici e degli inventari dei beni mobili da inviare al Ministero delle Finanze. Al Carmine, perché parrocchia, solo il convento venne chiuso e le perdite turno sostanzialmente minime: « l'edificio esiste come prima, all'eccezione di una porzione venduta, egualmente che una parte di rustico e di casa adiacente che si appigionarono ». Si legge nel Etat des Paroises, Confreries, Batimens Imperiaux dell'aprile 1805 che la parrocchia del Carmine è di pertinenza al Demanio Imperiale e il convento è descritto come sede di caserma.

## Cronotassi

### Priori carmelitani del convento
L'elenco trascritto è il frutto dello spoglio di documenti inediti rinvenuti nell'archivio parrocchiale della chiesa e dalle schede pubblicate da Francesco Gasparolo.
XIV secolo
- 1329 Princivallius
- 1331 Percivallus
- 1332 Giacomo Milani
- 1333 Pietro di Pavia
- 1334 Guidacius de Petra
- 1337 Johannis Garzella
- 1338 Guidacio de Alexandria
- 1340–1343 Guglielmo di Sezzè
- 1345 Giovanni de Montestino
- 1346 Corrado da Milano
- 1347 Daniele Robino
- 1348–1349 Giacomo Morigia
- 1350–1351 Guglielmo da Sezzè
- 1352 Daniele Robino
- 1353 Giovanni di Montecastello
- 1354–1356 Karanto da Alessandria
- 1358 Daniele da Alessandria
- 1359 Daniele Robini
- 1360 Caranto da Alessandria
- 1362–1364 Caranto Sacchi
- 1365–1368 Erasmo da Legnano
- 1369 Beltramino da Alessandria
- 1370–1371 Caranto Sacchi
- 1372–1374 Erasmo da Legnano
- 1375 Pietro Racuto di Alessandria
- 1376 Caranto Sacchi
- 1377 Pietro da Vercelli (?)
- 1378 Nicolino da Pavia
- 1379–1380 Caranto Sacchi
- 1381 Lantelmino da Pavia
- 1382 Pietro Racuti
- 1383 Francesco da Piacenza
- 1384 Caranto Sacchi
- 1385 Pietro Racuti
- 1386–1388 Giorgio Ferrari da Alessandria
- 1388 Giorgio da Alessandria
- 1389–1392 Caranto Sacchi
- 1393–1397 Antonio Natta

XVI secolo
- 1575-1587 Giovanni Paolo Villa
- 1587-1588 Bartolomeo Marinono
- 1588 Cherubino Bianchi
- 1591-1593 Cornelio Vailate

XVII secolo
- 1595–1617 Cherubino Grifone
- 1604–1622 Giovanni Battista Spinola
- 1618 Epifanio Fiamberto
- 1631-1641 Francesco Ripalta
- 1641-1667 Giulio Cesare Pietrasanta
- 1669 Antonio Bazzi

XVII secolo
- 1672 Carlo M. Gualteroni
- 1675–1678 Francesco Maria Bianchi
- 1682–1685 Giacomo Maringoni
- 1688 Antonio Bazzi
- 1689 Gerolamo Villavecchia
- 1689–1697 Angelo Vantini
- 1695-1696 Ilario Teresio Cortesio

XVIII secolo
- 1697–1722 Giuseppe Antonio Castagna
- 1701 Angelo Antonio Villavecchia
- 1705 Giovanni Battista Cavecius
- 1711 Angelo Giuseppe Sanchez
- 1714–1718 Angelo Gerolamo Villavecchia
- 1722 Giuseppe Castagna
- 1726-1734 Tommaso Porta
- 1726 Angelo Gerolamo Castagna
- 1734-1752 Carlo Antonio Ferrari
- 1734 Angelo Alberto Cravera
- 1737 Carlo Ferrari
- 1737-1763 Lorenzo Maria Picchiotti
- 1773 B. Rattazzi
- 1790 Elia Andrea Bini

### Parroci
Di seguito l'elenco dei parroci della chiesa di santa Maria del Carmine, così come compilato nel 1918 dal canonico Dalmazzo Cuttica. Questo elenco è conservato nella sagrestia della chiesa.
XVI secolo
- 1575-1587 Fr. Joannes Paulus Villa[56]
- 1587-1588 Fr. Bartholomeus Marinono[56]
- 1588 Fr. Cherubinus de Blanchis[56]
- 1590-1591 Fr. Camillus de Belli[57]
- 1591-1593 Fr. Cornelius Vailate[58]
- 1593 Fr. Laurentius Badella[57]
- 1593-1595 Fr. Guidus Delanilla[57]
- 1595 Fr. Cherubinus Griphonus[56]
- 1597 Fr. Cornelius Vailate[58]
- 1598 Fr. Guidus Delanilla[57]
- 1598 Fr. Jacobus Raimodo[57]
- 1599-1600 Fr. Gabriel Martianus[57]

XVII secolo
- 1600 Fr. Petrus de Albertis[57]
- 1600-1604 Fr. Cherubinus Griphonus[56]
- 1604-1611 Fr. Joannes Baptista Spinula[56]
- 1609 Fr. Joannes Baptista Camossus[57]
- 1613-1617 Fr. Cherubinus Griphonus[56]
- 1618 Fr. Epiphanius Fiambertus Papiensis.[56]
- 1619 Fr. Seraphinus Tiedra[59]
- 1619–1622 Fr. Alexander Molus[57]
- 1622 Fr. Joannes Baptista Spinula[56]
- 1624 Fr. Joannes M. de Plagijs Januensis[57]
- 1625 Fr. Paulus Bonfantus[57]
- 1626-1630 Fr. Joannes M. Fallamonus[57]
- 1631 Fr. Franciscus Ripalta[56]
- 1635-1637 Fr. Seraphinus Tiedra[59]
- 1638-1641 Fr. Franciscus Ripalta[56]
- 1641-1652 Fr. Julius Caesar Petra Sancta[56]
- 1653-1660 Fr. Chrystophorus Pius Sarratonius[57]
- 1660-1667 Fr. Julius Caesar Petra Sancta[56]
- 1667 Fr. Gregorius Anselmus[57]
- 1668-1675 Fr. Joannes Neubecher[57]
- 1668-1675 Fr. Franciscus M. Longobardi[57]
- 1675 Fr. Gaspar Buscalia[57]
- 1677 Fr. Joannes Baptista Mengonus[57]
- 1678 Fr. Scipio Puteus[57]
- 1681-1682 Fr. Joannes Baptista Garachius[57]
- 1683 Fr. Carolus Domus Alnerius[57][60]
- 1685-1689 Fr. Bartholomeus Joseph Mundinus[57]
- 1689–1697 Fr. Angelus M. Vantini[56]
- 1695-1696 Fr. Hilarius Theresius Cortesius[56]
- 1697-1700 Fr. Josephus Antonius Castanea[56]

XVIII secolo
- 1701-1722 Fr. Josephus Antonius Castanea
- 1722-1725 Fr. Angelus Benegassi[57]
- 1726-1734 Fr. Petrus Thomas Porta[56]
- 1734-1737 Fr. Carolus Antonius Ferrari[56]
- 1737-1741 Fr. Laurentius Maria Picchiotti[56]
- 1741-1752 Fr. Carolus Antonius Ferrari[56]
- 1753-1763 Fr. Laurentius Maria Picchiotti[56]
- 1764-1767 Fr. Joannes Baptista Driuzzi[57]
- 1767-1773 Fr. Joseph Boccardus[57]
- 1773-1779 Fr. Gaudentius Calciati[57]
- 1779–1783 Fr. Aloysius Maria Bezzi[57]
- 1783-1789 Fr. Gaudentius Calciati[57]
- 1789-1797 Fr. Antonius Bonvicini[57]
- 1797-1800 Fr. Raphael Piacentia[57]

XIX secolo
- 1801-1828 Fr. Raphael Piacentia[61]

Parroci dopo la soppressione del Convento e l'annessione della Collegiata dei Santi Pietro e Dalmazzo avvenuta nel 1824.
- 1828-1840 Francesco Margiocchi[62]
- 1840-1847 Filippo Maria Gasti[62]
- 1849-1878 Giuseppe Fracchia[62][63]
- 1878-1900 Biagio Prigione[62][64]

XX secolo
- 1901 Biagio Prigione
- 1902-1905 Francesco Testa[62][65]
- 1906-1934 Dalmazzo Cuttica[62][63]
- 1934-1969 Carlo De Giorgis[62][66]
- 1969-1991 Carlo Luigi Traverso[62][67]
- 1991–2000 Agostino Cesario[62][68]

XXI secolo
- 2001–2016 Agostino Cesario
- 2016-2020 Emanuele Rossi

### Codici, archivistica
- (LA) Francesco Moscheni & F.lli, Codex statutorum magnifice communitatis atque diœcæsis Alexandrinæ, Alessandria, 1547. URL consultato il 9 giugno 2016.
- (LA) Verbale della visita pastorale di mons. Gerolamo Gallarati, in Visite Pastorali antiche, Alessandria, 11 aprile 1565,  ACVAl (Archivio della Curia Vescovile di Alessandria).
- (LA) Atti della visita di mons. Giovanni Mercurino Arborio Gattinara, in Visite Pastorali, Alessandria, 28 gennaio 1731,  ACVAl (Archivio della Curia Vescovile di Alessandria).
- Cessione fatta da M.R.R.P.P. Conventuali Carmelitani Calzati della città d Alessandria a favore dell'Il.mo Sig. Marchese D. Vittorio Amedeo Ghilini, a titolo di gratitudine della Ven. Capella, Altare ed Ancona di S. Maria Maddalena de' Pazzi Carmelitana [...], in Patronati e benefici, ASAl, ASCAl (Archivio Storico del Comune di Alessandria), Serie I, m. 608, 18 novembre 1763.
- Nota de’ Conventi e Monasteri dello Stato 1790-1791 e 1793, in ASTo, Sezione Corte, Materie Ecclesiastiche, Regolari in genere, m. 2 (da riordinare).
- (LA) Francesco Gasparolo (a cura di), Codex Qui Liber Crucis Nuncupatur, Roma, Typographia Vaticana, 1889.
- Francesco Gasparolo, Monumenta Alexandrina. Archivio di Santa Maria di Castello, Roma, Municipio di Alessandria, 1896.
- Carmelitani a Bologna, su badigit.comune.bologna.it, Comune di Bologna.
- Parrocchia della Conversione di San Paolo di Ferrara, su siusa.archivi.beniculturali.it, Ministero della Cultura.
- Stato dei conventi e monasteri, msc., Alessandria,  ACVAl (Archivio della Curia Vescovile di Alessandria).

### Storica, Annalistica e Trattatistica
- Girolamo Ghilini, Annali di Alessandria, Milano, Gioseffo Marelli, 1666.
- Giuseppe Antonio Chenna, Del Vescovato de' Vescovi e delle Chiese della Città e Diocesi d'Alessandria, Alessandria, Ignazio Vimercati Stampatore, 1786.
- Guglielmo Schiavina, Annali di Alessandria, a cura di Carlo A-Valle, Alessandria, Barnabè e Borsalino, 1861.
- Francesco Guasco di Bisio, Famiglie Ghilini, Lanzavecchia, Gavigliani, Straneo, in Tavole genealogiche di famiglie nobili alessandrine e monferrine dal secolo IX al XX, vol. 6, opera postuma riveduta e pubblicata dal figlio Emilio, Casale, Tipografia Cooperativa Bellatore, Bosco & C., 1930.
- Francesco Gasparolo, Francesco Guasco di Bisio, Carlo Parnisetti (a cura di), Raccolta di iscrizioni alessandrine, vol. 10, Biblioteca della Società di storia, arte e archeologia per la Provincia di Alessandria, Alessandria, Carlo Parnisetti, 1935, OCLC 557364064.
- T. Santagostino, Settecento in Alessandria. Storia, Politica, Letteratura, Arte, Cronache e Documenti inediti, Alessandria, Tipografia Ferrari, Occella & Co., 1947.
- Guerrino Pelliccia e Giancarlo Rocca (a cura di), Dizionario degli Istituti di Perfezione, Roma, Edizioni Paoline, 1974–2003.
- Lucio Bassi, Ghilini. Il palazzo e la sua storia, Alessandria, Provincia di Alessandria, 1989.
- Renato Lanzavecchia, Storia della diocesi di Alessandria, Alessandria, Alessandria editrice, 1999.
- Fulvio Cervini, Roberto Livraghi, Antonella Perin, Maria Carla Visconti Cherasco e Luigi Visconti, Santa Maria del Carmine, a cura di Carlaenrica Spantigati, Alessandria, Parrocchia di Santa Maria del Carmine e Soprintendenza per i Beni Artistici e Storici del Piemonte, 2000.

### Ricerche, studi, pubblicazioni
- Francesco Gasparolo, Alessandria nel periodo napoleonico. 1798, in Rivista di storia, arte, archeologia della provincia di Alessandria, anno VIII, fascicolo XXVI, Alessandria, Società di storia, arte e archeologia per la provincia di Alessandria, aprile–giugno 1899,  pp. 81-135.
- Francesco Gasparolo, Alessandria nel periodo napoleonico. Dal 1803 al 1805, in Rivista di storia, arte, archeologia della provincia di Alessandria, anno IX, fascicolo XXXI, Alessandria, Società di storia, arte e archeologia per la provincia di Alessandria, luglio–settembre 1900,  pp. 5-72.
- Francesco Gasparolo, I Carmelitani in Alessandria. Alcune notizie generali circa la chiesa e il convento di Santa Maria del Carmine, in Rivista di storia, arte, archeologia della provincia di Alessandria, anno XVIII, fascicolo XXXV, (serie II), Alessandria, Società di storia, arte e archeologia per la provincia di Alessandria, luglio–settembre 1909,  pp. 348-378.
- Francesco Gasparolo, Restauri alle chiese di S. Giovannino e del Carmine (1709–1711), in Rivista di storia, arte, archeologia della provincia di Alessandria, anno XXXIX, fascicolo LIII, (serie III), Alessandria, Società di storia, arte e archeologia per la provincia di Alessandria, gennaio–marzo 1930,  pp. 120-122.
- C. Cassano e G. Garofalo, La parrocchia di Santa Maria del Carmine in Alessandria, formazione e caratteri generali; saggi di verifica parziale; fronti stradali. Due planimetrie congetturali (datt. in ASAI), in Corso di Storia dell'Urbanistica, Genova, Università degli Studi di Genova, 1984–1985.
- F. Signorelli, L'inchiesta del 1790 sui conventi e monasteri degli Stati Sardi di terraferma: il caso di Alessandria, in Rivista di storia, arte, archeologia della provincia di Alessandria, Alessandria, Società di storia, arte e archeologia per la provincia di Alessandria, 1992,  pp. 129-168.
- Elena Mandrino, Censimento degli arredi delle chiese cappuccine in area piemontese in età moderna (PDF), in Corso di Dottorato di Ricerca in Scienze Storiche XXVII ciclo, professore e tutor Claudio Rosso, Vercelli, Università degli Studi del Piemonte Orientale Amedeo Avogadro, dipartimento di Studi Umanistici, 2015, DOI:10.20373/uniupo/openthesis/103571.
- Andrea Pennini, La soppressione degli “ordini regolari” nel Piemonte napoleonico (PDF), in Historia et ius, n. 13, Roma, 2018, ISSN 2279-7416 (WC · ACNP).

### Risosrte in rete
- Tiberio Scorrano, O. Carm., I religiosi e il Giubileo - La famiglia Carmelitana, su vatican.va.
- Giulio Ieni, La cattedrale antica, su diocesialessandria.it, Diocesi di Alessandria, 1988 (archiviato dall'url originale il 9 febbraio 2015).